# Francisco de Borja Téllez-Girón, przyszły X książę Osuny

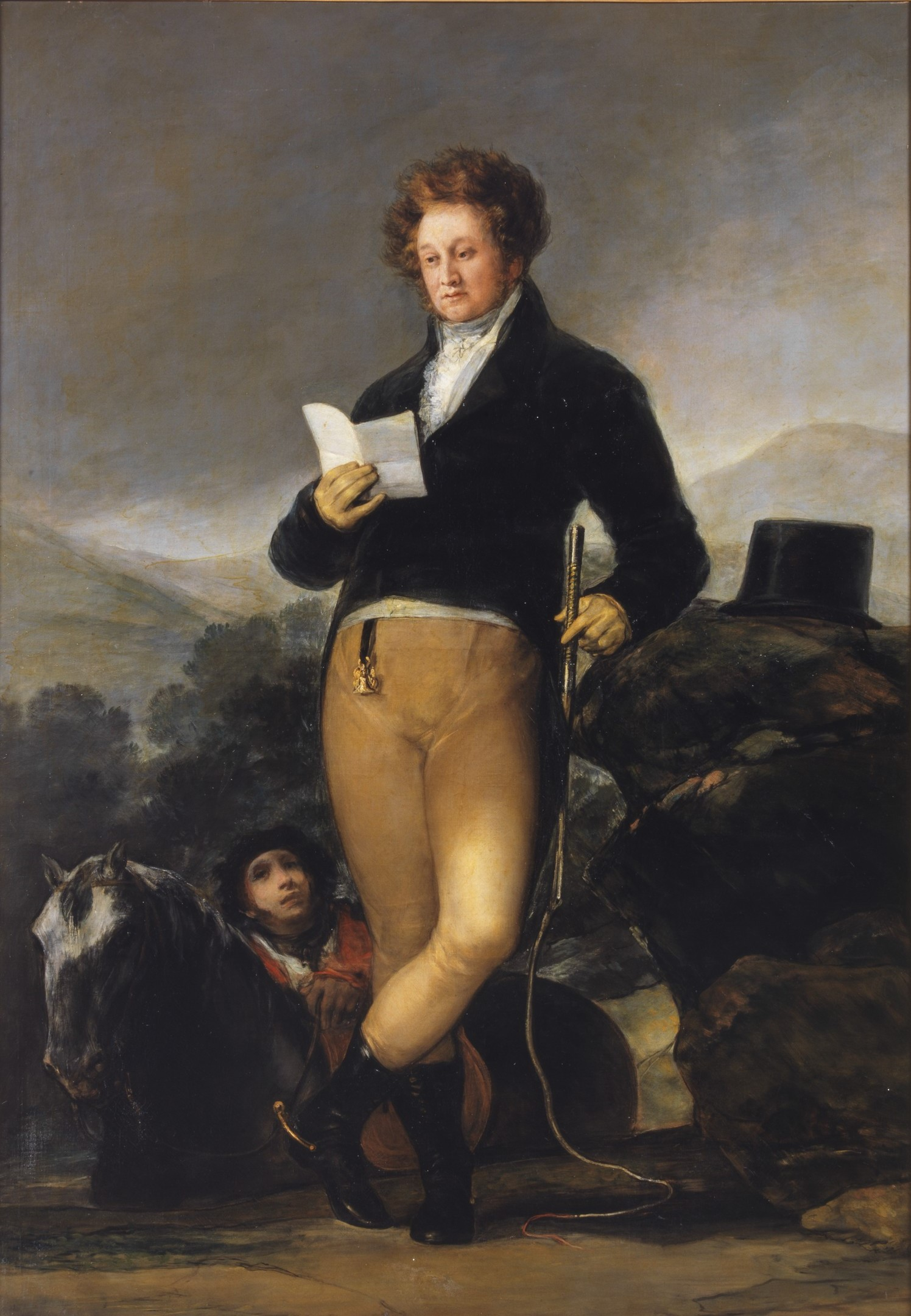
Francisco de Borja Téllez Girón, książę Osuny, Francisco Goya, 1816

Francisco de Borja Téllez-Girón, przyszły X książę Osuny (hiszp. Francisco de Borja Téllez-Girón, futuro X duque de Osuna) – obraz olejny z 1798 roku namalowany przez Agustína Esteve. Należy do prywatnej kolekcji Masaveu.

## Francisco de Borja Téllez-Girón y Pimentel
Francisco de Borja Téllez-Girón y Pimentel, X książę Osuny (1785–1820) był hiszpańskim arystokratą. Jego rodzice, księstwo Osuny Pedro i María Josefa Pimentel y Téllez-Girón, należeli do czołowych przedstawicieli hiszpańskiego oświecenia. Roztaczali mecenat nad naukowcami i artystami epoki i dbali o wykształcenie swoich dzieci. Francisco w młodym wieku rozpoczął karierę wojskową. W 1808 towarzyszył królowi Ferdynandowi VII w podróży do Bajonny na spotkanie z Napoleonem, w wyniku którego hiszpańscy monarchowie zostali odsunięci od tronu. Przez następne lata na zmianę wspierał okupacyjny rząd francuski lub hiszpańską opozycję. Miał liczne problemy finansowe i prawne, ciążył na nim wyrok śmierci za zdradę, którego nie wykonano. Zmarł w wieku 35 lat niedaleko Madrytu.

## Okoliczności powstania
W ostatniej ćwierci XVIII w. Esteve był jednym z najbardziej wziętych malarzy portrecistów wśród dworskiej arystokracji, popularnością ustępował jedynie Goi. Wśród jego mecenasów szczególną rolę odegrali należący do czołowych przedstawicieli hiszpańskiego oświecenia książę i księżna Osuny – Pedro i María Josefa Pimentel y Téllez-Girón. W latach 1797–1800 Esteve sportretował ich pięcioro dzieci: najstarsze córki Josefę Manuelę i Joaquinę, synów Francisca i Pedra oraz najmłodszą Manuelę Isidrę. 

## Opis obrazu
Najstarszy syn książąt, Francisco, został sportretowany w wieku 12 lat i 4 miesięcy, o czym informuje inskrypcja w lewym dolnym rogu. Podobnie jak jego rodzeństwo jest szczupły i niewysoki. Stoi ze skrzyżowanymi nogami i ręką opartą na biodrze, w eleganckiej pozie inspirowanej portretem angielskim. Przykłady tego typu portretów Esteve znał dzięki popularyzującym je rycinom. Spośród pięciu portretów dzieci książąt Osuny jedynie Francisco wyróżnia się strojem. Ma na sobie mundur Królewskiej Gwardii Królewskiej (Reales Guardias Españolas), korpusu, do którego należał jego ojciec. Możliwe, że w ten sposób malarz chciał podkreślić jego rolę jako przyszłego dziedzica. Na mundurze widoczny jest Order Kalatrawy, który otrzymał w 1796. Podobnie jak jego brat od wczesnych lat był przygotowywany do kariery wojskowej. Na stole, o który opiera się chłopiec, rozciąga się materiał w czerwonawych, ciepłych tonach współgrających z czerwonymi elementami munduru. Widoczny jest także teleskop – aluzja do oświeceniowej edukacji młodego arystokraty, a także ogólnego zainteresowania postępem naukowym właściwego dla rodziny Osuna. Przez okno po prawej stronie widać pejzaż z zamkiem. Wokół głowy i ramion postaci widoczne są pentimenti – postać nosiła wcześniej kapelusz, który został usunięty z kompozycji.

## Proweniencja
Prawdopodobnie po śmierci księżnej Osuny w 1834, każde z jej żyjących dzieci odziedziczyło swój własny portret. Francisco zmarł młodo w 1820, dlatego obraz przeszedł na jego synów, którzy ostatecznie roztrwonili majątek dziadków. W czasie wystawy zorganizowanej przed licytacją dóbr spadkobierców książąt Osuny, obraz został mylnie przedstawiony jako dzieło Francisca Goi. Został sprzedany w 1890 roku. Należał do kolekcji księcia Tovar, który wypożyczył obraz na wystawy w latach 1913, 1916 i 1925. W 1992 został zakupiony do prywatnej kolekcji Masaveu.